# Natação artística nos Jogos Europeus de 2023
As competições de Natação artística na terceira edição dos Jogos Europeus disputados em Cracóvia, na Polônia, mas com sede Oświęcim foram realizadas entre 21 e 25 de junho de 2023. Ao contrário de 2015, esses eventos representam um Campeonato Europeu de Natação Artística, primeiro já realizado fora de um Campeonato Europeu de Esportes Aquáticos mais amplo, e incluiu competição de sexo misto pela primeira vez - historicamente, assim como a ginástica rítmica e netball, a natação artística era vista como um esporte feminino.
Este evento também serviu como evento de qualificação direta ao evento de dueto nos Jogos Olímpicos de Verão de 2024 disputados em Paris, na França.

## Nações participantes
Ao todo, 25 CONs qualificaram atletas em pelo menos um evento, entre parênteses encontra-se representada a quantidade de atletas qualificados.
- Áustria (2)
- Bélgica (2)
- Bulgária (4)
- Chéquia (2)
- Dinamarca (2)
- Espanha (13)
- Estónia (2)
- França (14)
- Reino Unido (12)
- Geórgia (2)
- Alemanha (10)
- Grécia (11)
- Hungria (12)
- Israel (11)
- Itália (10)
- Liechtenstein (3)
- Países Baixos (3)
- Polónia (2)
- Portugal (12)
- Eslovênia (2)
- Sérvia (3)
- Suíça  (9)
- Eslováquia (2)
- Turquia (12)
- Ucrânia (11)

## Medalhistas
| Event                      | Ouro | Prata | Bronze |
| -------------------------- | --- | --- | --- |
| Rotina técnica dueto       | Áustria · Anna-Maria Alexandri · Eirini-Marina Alexandri | Países Baixos · Bregje de Brouwer · Marloes Steenbeek | Grécia · Sofia Malkogeorgou · Evangelia Platanioti |
| Rotina livre dueto         | Áustria · Anna-Maria Alexandri · Eirini-Marina Alexandri | Ucrânia · Maryna Aleksiyiva · Vladyslava Aleksiyiva | Reino Unido · Kate Shortman · Isabelle Thorpe |
| Rotina técnica dueto misto | Itália · Giorgio Minisini · Lucrezia Ruggiero | Espanha · Emma García · Dennis González | Reino Unido · Beatrice Crass · Ranjuo Tomblin |
| Rotina livre dueto misto   | Espanha · Mireia Hernández · Dennis González | Itália · Giorgio Minisini · Lucrezia Ruggiero | Reino Unido · Beatrice Crass · Ranjuo Tomblin |
| Rotina técnica equipes     | Espanha · Cristina Arambula · Marina García · Meritxell Mas · Alisa Ozhogina · Paula Ramírez · Sara Saldaña · Iris Tió · Blanca Toledano · Berta Ferreras                                     | Itália · Linda Cerruti · Marta Iacoacci · Sofia Mastroianni · Enrica Piccoli · Lucrezia Ruggiero · Isotta Sportelli · Giulia Vernice · Francesca Zunino · Carmen Rocchino · Giorgio Minisini                              | França · Laelys Alavez · Anastasia Bayandina · Ambre Esnault · Mayssa Guermoud · Romane Lunel · Eve Planeix · Charlotte Tremble · Laura Tremble · Oriane Jaillardon · Claudia Janvier                |
| Rotina livre equipes       | Espanha · Cristina Arambula · Berta Ferreras · Marina García · Meritxell Mas · Alisa Ozhogina · Paula Ramírez · Sara Saldaña · Iris Tió · Blanca Toledano                                     | Itália · Linda Cerruti · Marta Iacoacci · Sofia Mastroianni · Giorgio Minisini · Enrica Piccoli · Lucrezia Ruggiero · Isotta Sportelli · Francesca Zunino · Carmen Rocchino · Giulia Vernice                              | Israel · Shelly Bobritsky · Maya Dorf · Noy Gazala · Catherine Kunin · Aya Mazor · Nikol Nahshonov · Ariel Nassee · Neta Rubichek · Eden Blecher · Shani Sharaizin                                   |
| Rotina acrobática equipes  | França · Anastasia Bayandina · Ambre Esnault · Mayssa Guermoud · Claudia Janvier · Romane Lunel · Eve Planeix · Charlotte Tremble · Laura Tremble · Manon Disbeaux · Laura Gonzalez           | Ucrânia · Maryna Aleksiyiva · Vladyslava Aleksiyiva · Marta Fiedina · Veronika Hryshko · Daria Moshynska · Anhelina Ovchynnikova · Anastasiia Shmonina · Valeriya Tyshchenko · Olesia Derevianchenko · Sofiia Matsiievska | Itália · Linda Cerruti · Marta Iacoacci · Sofia Mastroianni · Giorgio Minisini · Enrica Piccoli · Carmen Rocchino · Isotta Sportelli · Francesca Zunino · Lucrezia Ruggiero · Giulia Vernice         |
| Rotina livre combinada     | Israel · Eden Blecher · Shelly Bobritsky · Maya Dorf · Noy Gazala · Catherine Kunin · Aya Mazor · Nikol Nahshonov · Ariel Nassee · Neta Rubichek · Shani Sharaizin · Shaya Sar Shalom Nechmad | Alemanha · Klara Bleyer · Amelie Blumenthal Haz · Marlene Bojer · Maria Denisov · Solene Guisard · Daria Martens · Susana Rovner · Frithjof Seidel · Daria Tonn · Michelle Zimmer                                         | Turquia · Derin Aralp · Duru Kanberoğlu · Ayda Salepçioğlu · Ece Sokullu · Nil Talu · Selin Telci · Ece Üngör · Dila Yildiz · Esmanur Yirmibeş · İsra Yüksel · Melek Andreea Akay · Cansın Kütüçoğlu |

## Quadro de medalhas
| Ordem | País          | Medalha de ouro | Medalha de prata | Medalha de bronze | Total |
| ----- | ------------- | --------------- | ---------------- | ----------------- | ----- |
| 1     | Espanha       | 3               | 1                | 0                 | 4     |
| 2     | Áustria       | 2               | 0                | 0                 | 2     |
| 3     | Itália        | 1               | 3                | 1                 | 5     |
| 4     | França        | 1               | 0                | 1                 | 2     |
| 4     | Israel        | 1               | 0                | 1                 | 2     |
| 6     | Ucrânia       | 0               | 2                | 0                 | 2     |
| 7     | Alemanha      | 0               | 1                | 0                 | 1     |
| 8     | Países Baixos | 0               | 1                | 0                 | 1     |
| 8     | Países Baixos | 0               | 1                | 0                 | 1     |
| 9     | Reino Unido   | 0               | 0                | 3                 | 3     |
| 8     | Grécia        | 0               | 0                | 1                 | 1     |
| 8     | Turquia       | 0               | 0                | 1                 | 1     |
| Total | Total         | 8               | 8                | 8                 | 24    |

## Qualificação aos Jogos Olímpicos de 2024
A competição de Natação artística nos Jogos Europeus de 2023 foi um evento de qualificação direta ao programa em Paris 2024. Um total de 2 vagas, representando um par de atletas, foram concedidos em um evento
| Evento                                    | Forma de qualificação | Vagas     | CONs        |
| ----------------------------------------- | --- | --------- | ----------- |
| Dueto (Rotina técnica e livre combinadas) | Um CON com a pontuação mais alta, combinando as pontuações no dueto livre e técnico, receberam duas vagas femininas para um representando um par. | 2 (1 par) | AUT Áustria |
| Total de vagas                            | Total de vagas | 2 (1 par) | 2 (1 par)   |